# アウト・オブ・マイ・リミット
アウト・オブ・マイ・リミット (Out of My Limit) はオーストラリアのポップ・ロックバンド、ファイヴ・セカンズ・オブ・サマーの1枚目のシングル。2012年11月19日にオーストラリアとニュージーランドのみのiTunes Storeでリリースされる。

## ミュージック・ビデオ
監督はブライス・ジェプセンが務めた。また、ワン・ダイレクションのナイル・ホーランがこのミュージック・ビデオのリンクをツイートし話題となった。再生回数は24時間で10万回を達成し、現在は500万回を越えている。